# Rathaus (Orsoy)
Das denkmalgeschützte Orsoyer Rathaus, auch bekannt als Orsoyer Stadthaus oder altes Orsoyer Rathaus, ist ein Wahrzeichen der ehemaligen Stadt Orsoy. Es befindet sich im Herzen von Orsoy, Hauptort des gleichnamigen Stadtbezirks Orsoys, welcher heute zur nordrhein-westfälischen Stadt Rheinberg im Kreis Wesel gehört. Das Gebäude diente von 1605 bis 1974 als Sitz der Orsoyer Stadtverwaltung. Bis 1972 war es außerdem Sitz der Gemeindeverwaltung von Orsoy-Land. Die Fassade und die Fensterläden sind in den Orsoyer Farben Weiß und Grün gestrichen.

## Geschichte
Am 5. Mai 1587 legten italienische Söldner im Auftrag der spanischen Krone mehrere Brände in der gesamten Stadt. Hierbei brannte ebenfalls das ursprüngliche Orsoyer Rathaus vollständig ab, inklusive aller Bücher und Schriften. 1596 begann man mit dem Bau des heutigem Rathauses. Das hierfür verwendete Bauholz stammt aus dem Homberger Busch in der damaligen Grafschaft Moers. Der verwendete Backstein stammt aus Kalkar. Dachschiefer und Tannenhölzer stammen von der Mosel. Mit Aufsetzen des Dachs im Jahr 1605 wurde das Gebäude vervollständigt. Das Rathaus verfügte ursprünglich zusätzlich über ein kleines Türmchen, welches das Erdgeschoss mit den darüberliegenden Geschossen verband. Zum Ende des Zweiten Weltkriegs wurde das Gebäude stark beschädigt und 1948 instand gesetzt. 1966 wurde das Gebäude um einen Neubau zur Westseite erweitert, um die wachsenden Verwaltungsaufgaben gerecht zu werden. Eine erste Restaurierung des alten Gebäudes erfolgte im Jahr 1968. Im Gebäude befindet sich bis heute eine begehbare Gefängniszelle. Ende 2024 wurde über jenes Fenster, welches ursprünglich als Eingang diente, ein Bronzerelief des Orsoyer Stadtwappens angebracht. Hierbei handelte es sich in der Darstellung um dasselbe Wappen, welches im Frühjahr 2024 vom Hochwasserschutztor gestohlen worden war.

## Heutige Nutzung
Heute wird das Gebäude durch verschiedene, lokale Vereine verwendet. Die örtliche Bücherei „Leselust Orsoy“ sowie der Jugendtreff Puzzle haben ihren Sitz im Neubau des Rathauses. Die DLRG Ortsgruppe von Orsoy hat ihre Geschäftsräume ebenfalls im Gebäude. Regelmäßig findet eine Bürgersprechstunde der Polizei statt.
Das Rathaus wird ebenfalls vom Schützenverein „Bürgerschützenverein Orsoy“ verwendet. Im Gebäude befindet sich ein Schießstand auf Laserbasis.
An Altweiber wird das Orsoyer Rathaus durch die Möhnen des Vereins „1. OKK“ gestürmt.

## Sanierungsmaßnahmen
Die Fassade des Rathauses wurde 2018 renoviert und neu gestrichen, was Kosten von rund 103.000 Euro verursachte. Im Jahr 2021 wurde das Dach für circa 125.000 Euro vollständig saniert. Im Jahr 2023 folgte eine vollständige Sanierung des Innenbereichs, für die Kosten in Höhe von circa 1,4 Millionen Euro angefallen sind. Dabei wurde eine neue Heizung, neue Elektronik und neue Sanitäranlagen verbaut, der Bodenbelag erneuert und die Wände gestrichen.

## Denkmalschutz
Das Orsoyer Rathaus wurde am 19. Juni 1984 unter der Nummer 38 in die Liste der Baudenkmäler in Rheinberg eingetragen.